# Losinský potok
Losinský potok este o arie protejată (arie specială de conservare — SAC, sit de importanță comunitară — SCI) din Republica Cehă întinsă pe o suprafață de 0,67 ha, integral pe uscat.

## Localizare
Centrul sitului Losinský potok este situat la coordonatele 49°47′27″N 15°01′05″E / 49.790833°N 15.018056°E.

## Înființare
Situl Losinský potok a fost declarat sit de importanță comunitară în aprilie 2005 pentru a proteja 1 specie de animale. Situl a fost protejat și ca arie specială de conservare în iunie 2017.

## Biodiversitate
Situată în ecoregiunea continentală, aria protejată nu include niciun habitat protejat.
La baza desemnării sitului se află o specie protejată de  pești: cicar (Lampetra planeri).